# Svetlana Trunova
Svetlana Valérievna Trunova –en ruso, Светлана Валерьевна Трунова– (nacida como Svetlana Vasílieva, Moscú, 7 de junio de 1983) es una deportista rusa que compitió en skeleton. Ganó una medalla de plata en el Campeonato Europeo de Skeleton de 2008.

## Palmarés internacional
| Campeonato Europeo | Campeonato Europeo | Campeonato Europeo | Campeonato Europeo |
| Año                | Lugar              | Medalla            | Prueba             |
| ------------------ | ------------------ | ------------------ | ------------------ |
| 2008               | Cesana (Italia)    | Medalla de plata   | Individual         |